# Ellerton-on-Swale
Ellerton-on-Swale est un village et une paroisse civile du Yorkshire du Nord, en Angleterre.